# 28e Legerkorps (Wehrmacht)
Het 28e Legerkorps (Duits: Generalkommando XXVIII. Armeekorps) was een Duits legerkorps van de Wehrmacht tijdens de Tweede Wereldoorlog. Het korps kwam niet in actie tijdens de veldtocht in het westen, maar bleef in reserve. Vanaf 1941 kwam het korps in actie aan het Oostfront, altijd in de noordelijke sector. Het stond in voor de verdediging van het Memel-bruggenhoofd en Samland en werd tijdelijk omgedoopt in Armee-Abteilung Samland. De staf werd geëvacueerd over zee naar het westen in 1945.

## Krijgsgeschiedenis

### Oprichting
Het 28e Legerkorps werd opgericht op 20 mei 1940 opgericht in Berlijn in Wehrkreis III.

### 1940
De staf werd vrij snel op transport gezet naar België en kwam op 3 juni 1940 aan rond Doornik. Tijdens de tweede fase van de Franse veldtocht, Fall Rot, kwam het korps niet in actie maar bleef telkens in de achterhoede in richting Rouen en de Seine. Ten tijde van de wapenstilstand, op 22 juni, bevond het korps zich in het achterland, rond Dreux. Gedurende deze hele tijd was het korps eerst ondergeschikt direct aan het OKH, Heeresgruppe B en 4e Leger, steeds echter in de hoedanigheid van "Heeresreserve West" (legerreserve West). Vanaf daar werd het korps onder bevel van 6e Leger ingezet in Normandië als kustverdediging en bleef daar tot april 1941. Op 21 december 1940 beschikte het korps over de 251e en 293e Infanteriedivisies.

### 1941
In april 1941 werd het korps naar Oost-Pruisen overgebracht en zette daar het stafkwartier op in Friedland vanaf 28 april. Bij begin van Operatie Barbarossa rukte het korps, met de 122e en 123e Infanteriedivisies, op over de grens richting Kovno en daarna richting noordoosten. In principe volgde het korps in het spoor van het 56e Pantserkorps dat ver vooruit lag. De opmars ging via Kaunas, Ukmergė, Daugavpils en oostelijk van Ostrov richting de westoever van het Ilmenmeer, waar het korps rond 1 augustus aankwam. Na een oponthoud wegens Russische tegenaanvallen, ging de opmars weer verder, nu strak noordelijk richting Leningrad. Het korps bevond zich initieel aan de zuidoostrand van de ring die om Leningrad gelegd werd begin september 1941 en schoof later die maand naar de zuidelijke sector. In december was het weer in de zuidoostelijke sector en ook het gebied Schlüsselburg hoorde er nu bij.

### 1942/43

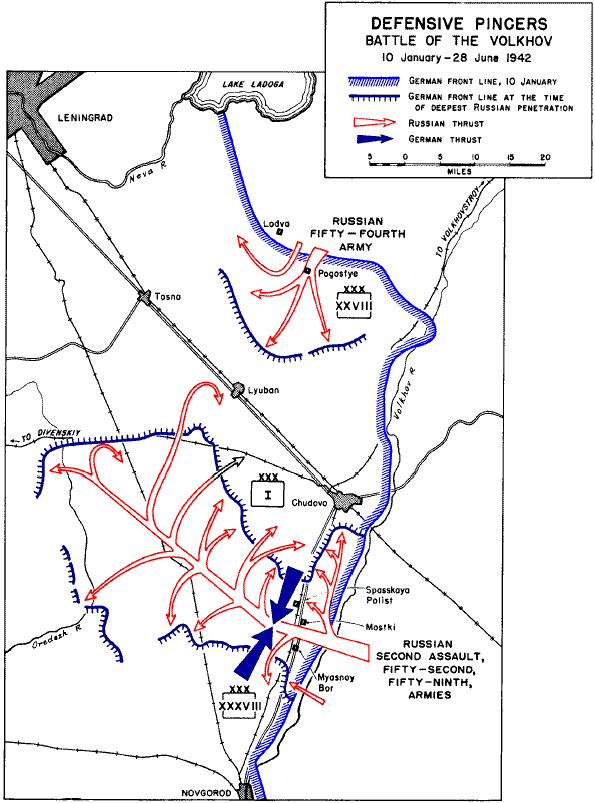
Ljoeban Offensief 1942

Op 7 januari 1942 startte het Russische Volchovfront zijn Ljoeban-offensief met een aanval over de Volchov. Het tweede deel van deze aanval, bij Pogostje westelijk van Kirisji, viel in de sector van het korps in eind maart 1942. Hier viel het 54e Sovjetleger van het Leningradfront aan en slaagde erin de linies te doorbreken. Daarna lukte het om rond de 22 km op te rukken, over de Tigoda naar het gebied ten noordoosten van Ljoeban. Deze aanval bleef echter liggen op zo’n 20 km van het Russische 2e Stootroepenleger die over de Volchov vanuit het zuiden kwam. In de weken daarna verzamelden de Duitsers voldoende troepen om de frontuitstulping bij Pogostje in te drukken. Zo beschikte het korps op 24 juni 1942 over de 11e, 21e, 93e, 96e, 211e (grotendeels) en 269e Infanteriedivisies, delen van de 5e Bergdivisie, en het grootste deel van de 12e Pantserdivisie en het Fallschirmjägerregiment 2. Toch kon deze uitstulping niet helemaal verwijderd worden en dit bleef een doorn in het front van het korps gedurende de volgende 20 maanden. Gedurende de rest van het jaar en in 1943 kon het korps min-of-meer zijn stellingen behouden. Geen grote offensieven kwamen op het korps neer, die waren meer bij de noordelijke buurman.
Van 31 oktober tot 4 december 1943 fungeerde de staf van het korps tijdelijk ook als Armeegruppe Loch, waarbij ook leiding gegeven werd aan het 1e en 43e Legerkorps. 

### 1944
Op 14 januari 1944 startten de Sovjet-troepen hun Leningrad–Novgorod-offensief. Het korps werd aangevallen door het Russische 54e Leger en moest al snel, net als de rest van Heeresgruppe Nord, wijken voor deze druk. De terugtocht werd ingezet. Rond 1 februari was het korps aangeland noordwestelijk van Loega. Verder ging de terugtocht. Het korps richtte zich begin maart 1944 in ter verdediging van Pleskau en vormde daar het ankerpunt van het front aan de zuidkant van het Peipusmeer. Hier kon het korps zijn stellingen behouden tot juli 1944. Op 11 juli startten de Sovjets hun Pskov-Ostrov-operatie, waarbij het Duitse front opengereten werd en vervolgens de achtervolging in het Tartu-offensief. Vanaf daar volgde een gestage terugtocht, eerst richting het westen richting Salisburg en daarna richting Riga. Op 24 september kreeg het korps het bevel om van het 18e Leger (ten westen van Riga) naar het 3e Pantserleger ten westen van Šiauliai en daar het 40e Pantserkorps af te lossen. Op 5 oktober, vielen de Sovjets aan en vijf dagen later bereikten ze de Oostzee en hadden daarmee Heeresgruppe Nord afgesneden. Het korps werd daarop ingesloten in een bruggenhoofd rond Memel vanaf 10 oktober 1944. Het beschikte hier over de Pantsergrenadierdivisie Großdeutschland, de 7e Pantserdivisie en de 58e Infanteriedivisie. 

### 1945
Medio januari 1945 beschikte het korps over de 58e en 95e Infanteriedivisies in het bruggenhoofd en de Divisie z.b.V. 607 als veiligheidscordon op de zogenaamde Koerse Schoorwal. Gezien de situatie in Oost-Pruisen was de aanwezigheid van het korps meer gewenst daar dan in een geïsoleerd bruggenhoofd. Op 24 januari 1945 ving de terugtocht aan. De enige mogelijkheid was via de Koerse Schoorwal. Aangezien hier een overtocht en één weg over de Schoorwal als bottleneck optraden, duurde het tot 31 januari tot het hele korps aangekomen was in Samland. Hier nam het korps de noordelijke verdedigingssector op zich.
Het korps werd op 8 februari 1945 omgedoopt in Armee-Abteilung Samland. Op 2 april 1945 werd de staf van Armee-Abteilung Samland weer terug omgedoopt in 28e Legerkorps.
De korpsstaf werd daarop begin april over zee geëvacueerd. Medio april 1945 werden generaal Hans Gollnick en de generale staf van het 28e Legerkorps overgebracht naar de Führerreserve - het Wehrkreiskommando X in Lübeck.

## Bovenliggende bevelslagen
| Leger          | Legergroep         | Plaats/regio                   | Begin               | Eind              |
| -------------- | ------------------ | ------------------------------ | ------------------- | ----------------- |
| OKH-reserve    | OKH                | België, Frankrijk              | 1 juni 1940         | juni 1940         |
| reserve        | Heeresgruppe B     | België, Frankrijk              | juni 1940           | juni 1940         |
| 4. Armee       | Heeresgruppe B     | België, Frankrijk              | juni 1940           | 12 juli 1940      |
| 6. Armee       | Heeresgruppe A     | Normandië                      | 12 juli 1940        |                   |
| 6. Armee       | Heeresgruppe B     | Normandië                      | augustus 1940       |                   |
| 6. Armee       | Heeresgruppe C     | Normandië                      | september 1940      | 26 oktober 1940   |
| 6. Armee       | Heeresgruppe D     | Normandië                      | 26 oktober 1940     | 19 april 1941     |
| 16. Armee      | Heeresgruppe C     | Oost-Pruisen                   | 28 april 1941       |                   |
| 16. Armee      | Heeresgruppe Nord  | Oost-Pruisen, Kaunas, Novgorod | juni 1941           |                   |
| 18. Armee      | Heeresgruppe Nord  | Leningrad, Volchov, Pleskau    | eind september 1941 | augustus 1944     |
| 3. Panzerarmee | Heeresgruppe Mitte | Koerland, Litouwen             | augustus 1944       | augustus 1944     |
| 18. Armee      | Heeresgruppe Nord  | Koerland, Litouwen             | september 1944      | 24 september 1944 |
| 3. Panzerarmee | Heeresgruppe Mitte | Koerland, Litouwen             | 25 september 1944   | december 1944     |
| -              | Heeresgruppe Mitte | Litouwen                       | december 1944       | 8 december 1944   |
| 3. Panzerarmee | Heeresgruppe Mitte | Memel, Samland                 | 8 december 1944     | 8 februari 1945   |
|                |                    |                                |                     |                   |
| ?              | ?                  | Samland, Lübeck                | 2 april 1945        | medio april       |

## Commandanten
| Rang                   | Naam                                 | Begin            | Eind             |
| ---------------------- | ------------------------------------ | ---------------- | ---------------- |
| General der Infanterie | Walter Graf von Brockdorff-Ahlefeldt | 1 juni 1940      | 20 juni 1940     |
| General der Artillerie | Peter Weyer                          | 20 juni 1940     | 25 november 1940 |
| General der Infanterie | Mauritz von Wiktorin                 | 25 november 1940 | 27 oktober 1941  |
| General der Artillerie | Herbert Loch                         | 27 oktober 1941  | 25 mei 1943      |
| Generalleutnant        | Otto Sponheimer                      | 25 mei 1943      | 30 juni 1943     |
| General der Artillerie | Herbert Loch                         | 30 juni 1943     | 28 maart 1944    |
| Generalleutnant        | Gerhard Matzky                       | 28 maart 1944    | 20 mei 1944      |
| General der Infanterie | Hans Gollnick                        | 20 mei 1944      | april 1945       |

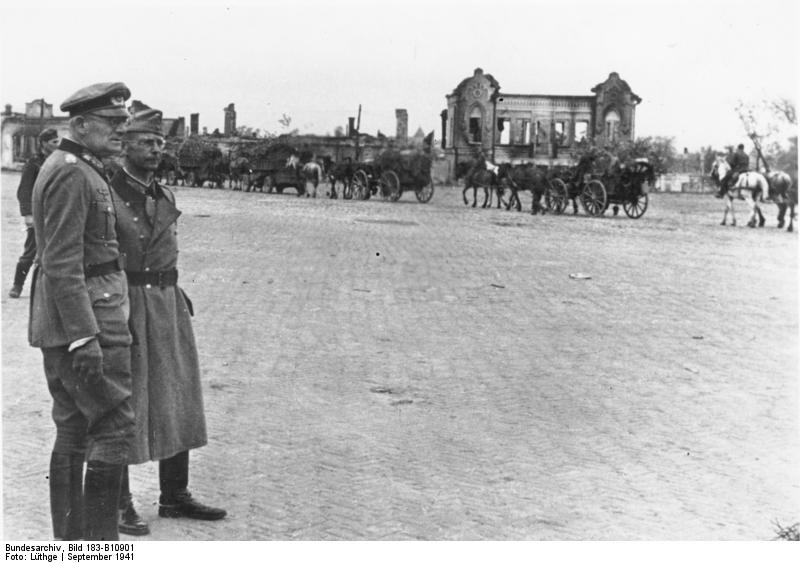
Generalleutnant Loch in 1941 (links) naast Generaloberst Frh. v. Weichs

Generalleutnant Sponheimer en Generalleutnant Matzky hadden tijdelijk bevel: “m.st.F.b.”.